# NGC 3303
NGC 3303 ist eine Spiralgalaxie vom Hubble-Typ Sbc pec im Sternbild Kleiner Löwe am Nordsternhimmel. Sie ist schätzungsweise 277 Millionen Lichtjahre von der Milchstraße entfernt und hat einen Durchmesser von etwa 140.000 Lj. Die Galaxie besitzt einen aktiven Galaxienkern vom LINER-Typ. Halton Arp gliederte seinen Katalog ungewöhnlicher Galaxien nach rein morphologischen Kriterien in Gruppen. Diese Galaxie gehört zu der Klasse Galaxien mit schmalen Filamenten.
Das Objekt wurde am 21. März 1784 von William Herschel entdeckt.